# Phlyctenosis laeta
Phlyctenosis laeta là một loài bọ cánh cứng trong họ Cerambycidae.